# Anyer
Anyer, também conhecida como Anjer e Angier, é uma cidade na província de Banten, na parte mais ocidental da ilha de Java, Indonésia. Situa-se 140 km a oeste de Jacarta e 30 km a sudoeste de Merak.
A cidade foi um porto importante no século XIX, mas foi completamente destruída em 1883 pela erupção do Krakatoa de 1883. O ainda existente farol de Cikoneng foi construído pelos holandeses dois anos depois da tragédia como memorial das pessoas da cidade mortas devido à erupção.
Foi também o ponto de partida da Grande Estrada Postal, construída pelos holandeses no século XIX, que percorria Java de oeste a leste ao longo de 1 000 km, desde Anyer até à extremidade ocidental da ilha. A praia de Anyer é uma atração turística, nomeadamente para os habitantes de Jacarta. Ao largo da costa de Anyer situa-se a ilha desabitada de Pulau Sangiang, com vastas áreas de floresta virgem. A área é também conhecida pelas formações de coral repletas de peixes tropicais.
Desde a década de 1960 que se fala na construção de uma ligação ferroviária e rodoviária sobre o estreito de Sunda, ligando Java à ilha de Sumatra. Em 2011 foram apresentados publicamente planos para esse megaprojeto, que envolvia uma série de pontes entre Ayer e Bakauheni, em Sumatra, passando pelas ilhas de Sangiang e de Prajurit. O início da construção esteve previsto  para 2014, mas em novembro desse ano foi anunciado que o projeto tinha sido arquivado.